# Українська абетка
Украї́нська абе́тка, також украї́нська а́збука, украї́нський алфа́ві́т — сукупність літер, прийнятих в українській писемності та розміщених у певному всталеному порядку.
Українська абетка має в основі кирилицю і складається з 33 літер: А а, Б б, В в, Г г, Ґ ґ, Д д, Е е, Є є, Ж ж, З з, И и, І і, Ї ї, Й й, К к, Л л, М м, Н н, О о, П п, Р р, С с, Т т, У у, Ф ф, Х х, Ц ц, Ч ч, Ш ш, Щ щ, ь, Ю ю, Я я. Інколи також до неї зараховують апостроф ('), що має фонетичне значення і є обов'язковим знаком у письмі, але літерою не вважається та формально до абетки не входить.

## Сучасність

### Абетка

Українська розкладка клавіатури

Сучасна українська абетка є кириличною і складається з 33 літер, які вживаються для позначення на письмі 38 фонем.
21 літера позначає приголосні звуки — б, в, г, ґ, д, ж, з, к, л, м, н, п, р, с, т, ф, х, ц, ч, ш, щ. Літера й перед о позначає приголосний [j] (його), а в інших позиціях — нескладовий голосний [i̞] (йду, гай). Літера г позначає дзвінкий гортанний фрикативний приголосний [ɦ] (голова), а ґ — задньоязиковий проривний приголосний [g] (ґава, ґрунт, ґудзик). Літера щ позначає сполучення звуків [ʃt͡ʃ] (щука).
9 літер позначають голосні звуки, з яких а, е, и, і, о, у передають кожна по одному звуку, а літери є, ю, я позначають по одному звуку лише після м'яких приголосних (синє, люди, ряд), а на початку слова, після голосних і після апострофа — по два ([j + e], [j + u], [j + ɑ] — має, юнак, в'янути). Літера ї завжди позначає два звуки ([j + i] — їжа, з'їзд).
Літера ь звукового значення не має, а вживається для позначення м'якості приголосного звука (кінь, льон).
У сучасному українському алфавіті немає літер на позначення звуків [d͡z] та [d͡ʒ], йотованого о та нескладотворчого голосного [u̯] (як ў в білоруській мові), хоча ці звуки використовуються в мові. Тому використання буквосполучень дз, дж, ьо, йо регламентується окремими нормами правопису, а літери в та у можуть позначати також напівголосний звук, залежно від позиції у складі.
Літери української абетки за формою бувають великі й малі, а за різновидом — друковані й писані.
Українська абетка здебільшого фонетична, за винятком звуків [d͡z], [d͡ʒ], [u̯] та подвоєних приголосних [ɲː], [ɟː], [cː], [ʎː], [t͡sʲː], [zʲː], [sʲː], [t͡ʃ˙ː], [ʒ˙ː] та [ʃ˙ː], що не мають окремих літер, і складних правил м'якості чи твердості приголосних, що її зумовлює наступний голосний.
Апостроф, що формально не входить до української абетки, відображає твердість звучання попереднього приголосного перед йотованими і є обов'язковим до використання. Українська латинка існує в декількох варіантах, що відрізняються як набором символів, так і правилами запису звуків, і використовується досить обмежено.
| 1   | 2   | 3   | 4   | 5   | 6   | 7   |
| А а | Б б | В в | Г г | Ґ ґ | Д д | Е е |
| 8   | 9   | 10  | 11  | 12  | 13  | 14  |
| Є є | Ж ж | З з | И и | І і | Ї ї | Й й |
| 15  | 16  | 17  | 18  | 19  | 20  | 21  |
| К к | Л л | М м | Н н | О о | П п | Р р |
| 22  | 23  | 24  | 25  | 26  | 27  | 28  |
| С с | Т т | У у | Ф ф | Х х | Ц ц | Ч ч |
|     | 29  | 30  | 31  | 32  | 33  |     |
|     | Ш ш | Щ щ | ь   | Ю ю | Я я |     |

### Відповідність між буквами та звуками
Літери української абетки разом зі звуками, які вони позначають, представлено у таблиці нижче.
| №з/п | Велика | Мала    | Назва       | Міжнародний фонетичний алфавіт (МФА) | Розширений МФА                      | Українська кирилична транскрипція | Примітки        |
| ---- | ------ | ------- | ----------- | ------------------------------------ | ----------------------------------- | --------------------------------- | --------------- |
| 1    | А      | а       | а           | /ɑ/                                  | /A/                                 | а                                 |                 |
| 2    | Б      | б       | бе          | /b/                                  | /b/                                 | б                                 |                 |
| 3    | В      | в       | ве          | /ʋ/, /w/, /u̯/                        | /v\/, /w/                           | в, ў                              |                 |
| 4    | Г      | г       | ге          | /ɦ/                                  | /h\/                                | г                                 |                 |
| 5    | Ґ      | ґ       | ґе          | /g/                                  | /g/                                 | ґ                                 |                 |
| 6    | Д      | д дз дж | де          | /d/ /dʲ/ /ʣ/, /ʣʲ/ /ʤ/               | /d/ /d_j/ /dz/, /dz_j/ чи /z'/ /dZ/ | д д' ͡дз, ͡дз' ͡дж                   | [ p 1 ] [ p 2 ] |
| 7    | Е      | е       | е           | /ɛ/                                  | /E/                                 | е                                 |                 |
| 8    | Є      | є       | є           | /jɛ/, /ʲɛ/                           | /jE/, /'E/ чи /_jE/                 | йе, 'е                            | [ p 3 ]         |
| 9    | Ж      | ж       | же          | /ʒ/                                  | /Z/                                 | ж                                 |                 |
| 10   | З      | з       | зе          | /z/, /zʲ/                            | /z/, /z_j/ чи /z'/                  | з, з'                             | [ p 2 ]         |
| 11   | И      | и       | и           | /ɪ/                                  | /I/                                 | и                                 |                 |
| 12   | І      | і       | і           | /i/                                  | /i/                                 | і                                 | [ p 3 ]         |
| 13   | Ї      | ї       | ї           | /ji/                                 | /ji/                                | йі                                |                 |
| 14   | Й      | й       | ій, йот     | /j/                                  | /j/                                 | й, ĭ                              |                 |
| 15   | К      | к       | ка          | /k/                                  | /k/                                 | к                                 |                 |
| 16   | Л      | л       | ел          | /l/, /lʲ/                            | /l/, /l_j/ чи /l'/                  | л, л'                             | [ p 2 ]         |
| 17   | М      | м       | ем          | /m/                                  | /m/                                 | м                                 |                 |
| 18   | Н      | н       | ен          | /n/, /nʲ/                            | /n/, /n_j/ чи /n'/                  | н, н'                             | [ p 2 ]         |
| 19   | О      | о       | о           | /ɔ/                                  | /O/                                 | о                                 |                 |
| 20   | П      | п       | пе          | /p/                                  | /p/                                 | п                                 |                 |
| 21   | Р      | р       | ер          | /r/, /rʲ/                            | /r/, /r_j/ чи /r'/                  | р, р'                             | [ p 2 ]         |
| 22   | С      | с       | ес          | /s/, /sʲ/                            | /s/, /s_j/ чи /s'/                  | с, с'                             | [ p 2 ]         |
| 23   | Т      | т       | те          | /t/, /tʲ/                            | /t/, /t_j/ чи /t'/                  | т, т'                             | [ p 1 ] [ p 2 ] |
| 24   | У      | у       | у           | /u/                                  | /u/                                 | у                                 |                 |
| 25   | Ф      | ф       | еф          | /f/                                  | /f/                                 | ф                                 |                 |
| 26   | Х      | х       | ха          | /x/                                  | /x/                                 | х                                 |                 |
| 27   | Ц      | ц       | це          | /ʦ/, /ʦʲ/                            | /ts/, /ts_j/ або /ts'/              | ц, ц'                             | [ p 2 ]         |
| 28   | Ч      | ч       | че          | /ʧ/                                  | /tS/                                | ч                                 |                 |
| 29   | Ш      | ш       | ша          | /ʃ/                                  | /S/                                 | ш                                 |                 |
| 30   | Щ      | щ       | ща          | /ʃʧ/                                 | /StS/                               | шч                                |                 |
| 31   | Ь      | ь       | м'який знак | /ʲ/                                  | /'/ чи /_j/                         | '                                 | [ p 3 ]         |
| 32   | Ю      | ю       | ю           | /ju/, /ʲu/                           | /ju/, /'u/ чи /_ju/                 | йу, 'у                            | [ p 3 ]         |
| 33   | Я      | я       | я           | /ja/, /ʲa/                           | /ja/, /'a/ чи /_ja/                 | йа, 'а                            | [ p 3 ]         |

1. 1 2  Літери д, т звичайно не позначають окремого звука всередині групи приголосних, наприклад, «шістнадцять» — /шіснац':ат'/ «робиться» — /робиц':а/. Разом з літерами ж, з літера д позначає відповідну африкату: «джміль дзижчить» — /џміл' ѕижчит'/.
2. 1 2 3 4 5 6 7 8  Перед літерами я, ю, є, і, ь, а також перед іншими пом'якшеними приголосними ці літери позначають м'який (палаталізований) звук, в інших випадках — твердий.
3. 1 2 3 4 5  Приголосні безпосередньо перед цією літерою вимовляються пом'якшено. Це стосується і тих, що не зазначені в попередній примітці.

### Розбіжності між написанням і вимовою
Хоча загалом українська абетка є фонетичною, в деяких випадках вона зберігає етимологічні риси і вжиті на письмі букви вимовляються інакше, ніж у звичайних умовах. Так, багато груп приголосних зазнають у вимові асимілятивних змін, зокрема це буквосполучення:
- с + ш → [ш:]: ви́рісши [ви́ріш: и]
- з + ш в середині слова → [жш]: ви́візши [ви́вʻʻіжши], на початку слова [ш:]: зши́ти [ш: и́ти]
- з + ж → [ж:]: зжо́вкнути [ж: о́ўкнути], безжа́лісний [беиж: а́лісниĭ]
- з + ч в середині слова → [жч] безче́сний [беижче́сниĭ], на початку слова → [шч]: зчи́стити [шчи́стиети]
- з + дж → [жд͡ж]: з джерела́ [жд͡жеиреила́]
- ш + с' → [с':]: милу́єшся [миелу́јиіс':а]
- ж + с' → [з'с' ]: зва́жся [зва́з'с'а]
- ч + с' → [ц'с' ]: не моро́чся [моро́ц'с'а]
- ш + ц' → [с'ц' ]: на до́шці [на до́с'ц'і]
- ж + ц' → [з'ц' ]: на сму́жці [смуз'ц'і]
- ч + ц' → [ц':]: у ху́сточці [ху́стоц':і]
- На межі слів приголосні [ш], [ж], [ч] перед [с' ], [ц' ] не зазнають асимілятивних змін: [ваш с'інокі́с], [де ж с'і́сти], [ско́р'увач ц'ілиени́]
- д + с → [д̑зс]: ві́дступ [вʻʻі́д̑зступ]
- д + ц → [д̑зц]: відцура́тися [вʻʻід̑зцура́тиес'а]
- д + ш → [д͡жш]: відшліфува́ти [вʻʻід͡жшл'іфува́ти]
- д + ч → [д͡жч]: відчини́ти [вʻʻід͡жчиени́ти]
- д + ж → [д͡жж]: віджива́ти [вʻʻід͡жжиева́ти]
- д + з → [д̑зз]: ві́дзвук [вʻʻі́д̑ззвук]
- т + с → [ц]: бра́тство [бра́цтво]
- т + ц → [ц:]: кори́тце [кори́ц: е]
- т + ш у нормальному темпі мовлення → [чш]: бага́тшати [бага́чшати], у жвавому мовленні → [ч:]: [бага́ч: ати]
- т + ч → [ч:]: кві́тчати [квʻʻіч: а́ти]

При вимові відбувається також спрощення в групах приголосних:
- нт + ськ → [н'с'к]: студе́нтський [студе́н'с'киĭ]
- ст + ськ у звичайному темпі → [с'к]: туристський [тури́с'киĭ], у повільнішому → [с':к]: [тури́с':киĭ]
- нт + ст → [нст]: аге́нтство [аге́нство]
- ст + ц' → [с'ц' ]: арти́стці [арти́с'ц'і], у старанній вимові → [с'ц':]: [арти́сʻʻц':і]
- ст + ч → [шч]: невістчин [неивʻʻі́шч иен]
- ст + д → [зд]: шістдесят [шʻʻіздеис'а́т]
- ст + с → [с:]: шістсот [шʻʻіс: о́т]
- Сполучення чн у деяких[4] народно-побутових словах вимовляється як [шн]: [со́н'ашниĭ] день, [ја́шн'і] крупи, [смашна́ јаје́шн'а], [пшеини́шниј] хліб, [моло́шна] каша.

### Транслітерація
Докладніше: Латинізація української мови, Наукова транслітерація кирилиці
27 січня 2010 р. Кабінет Міністрів України видав постанову, в якій впорядкував правила транслітерації української абетки латиницею, затвердивши таблицю транслітерації. Ці правила застосовують зокрема, видаючи закордонні паспорти громадянам України.

### Статистика

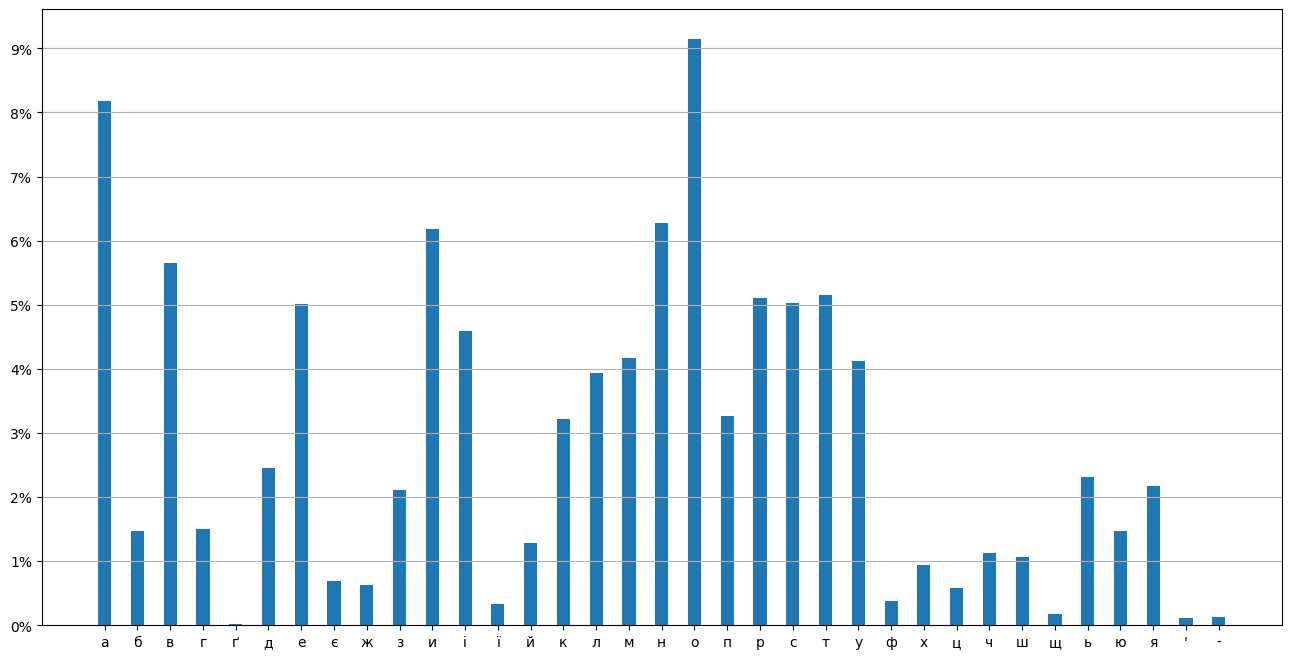
Літери алфавіту за частотою використання

Для статистики біграм див. Біграми#Біграми слів української мови.

## Історія

### Глаголиця

Глаголиця.

До кириличної української писемності була глаголична. Українська глаголиця складається з 34-ох літер: Ⰰ ⰰ, Ⰱ ⰱ, Ⰲ ⰲ, Ⰳ ⰳ, Ⰴ ⰴ, Ⰵ ⰵ, Ⰶ ⰶ, Ⰷ ⰷ, Ⰸ ⰸ, Ⰹ ⰹ, Ⰺ ⰺ, Ⰻ ⰻ, Ⰼ ⰼ, Ⰽ ⰽ, Ⰾ ⰾ, Ⰿ ⰿ, Ⱀ ⱀ, Ⱁ ⱁ, Ⱂ ⱂ, Ⱃ ⱃ, Ⱄ ⱄ, Ⱅ ⱅ, Ⱆ ⱆ, Ⱇ ⱇ, Ⱈ ⱈ, Ⱋ ⱋ, Ⱌ ⱌ, Ⱍ ⱍ, Ⱎ ⱎ, Ⱏ ⱏ, Ⱐ ⱐ, Ⱑ ⱑ, Ⱓ ⱓ, Ⱔ ⱔ; Також є літеропоєднання для позначення одного звуку: ⰉⰅ(ⰹⰵ), ⰃⰍ(ⰳⰽ)
22 літери позначають приголосні звуки — ⰱ, ⰲ, ⰳ, ⰴ, ⰶ, ⰷ, ⰸ, ⰼ, ⰽ, ⰾ, ⰿ, ⱀ, ⱂ, ⱃ, ⱄ, ⱅ, ⱇ, ⱈ, ⱋ, ⱌ, ⱍ, ⱎ, та літеропоєднання ⰳⰽ
9 літер позначають голосні звуки, з яких ⰰ, ⰵ, ⰻ, ⰺ, ⱁ, ⱆ передають кожна по одному звуку, а літери та літеропоєднання ⰹⰵ, ⱓ, ⱔ позначають по одному звуку лише після м'яких приголосних.
Приклад написання глаголицею вірша Лесі Українки «Як дитиною бувало…»:

Ⱔⰽ ⰴⰻⱅⰻⱀⱁⱓ, ⰱⱆⰲⰰⰾⱁ,
Ⱆⱂⰰⰴⱆ ⱄⱁⰱⰺ ⱀⰰ ⰾⰻⱈⱁ,
Ⱅⱁ ⱈⱁⱍ ⰲ ⱄⰵⱃⱌⰵ ⰱⰺⰾⱐ ⰴⱁⱈⱁⰴⰻⰲ,
Ⱔ ⱄⱁⰱⰺ ⰲⱄⱅⰰⰲⰰⰾⰰ ⱅⰻⱈⱁ.
«Ⱋⱁ, ⰱⱁⰾⰻⱅⱐ?» — ⰿⰵⱀⰵ ⱂⰻⱅⰰⰾⰻ,
Ⰰⰾⰵ ⱔ ⱀⰵ ⱂⱃⰻⰸⱀⰰⰲⰰⰾⰰⱄⱐ –
Ⱔ ⰱⱆⰾⰰ ⰿⰰⰾⱁⱓ ⰳⱁⱃⰴⰰ, –
Ⱋⱁⰱ ⱀⰵ ⱂⰾⰰⰽⰰⱅⱐ, ⱔ ⱄⰿⰺⱔⰾⰰⱄⱐ.

### Латинка
Історично для запису української мови також іноді використовували латинські літери. Першу стандартизовану латинську абетку для української мови уклав 1834 року Йосип Лозинський, вона мала в основі польський правопис. Попри невдачу в намаганнях замінити нею кирилицю, цей правопис продовжували іноді вживати для друкування українських книг в Австрії, міжвоєнній Польщі та навіть під час Другої світової війни. Другу спробу завести латинку для українського правопису здійснив Йосиф Їречек 1859 року. За основу він узяв здебільшого чеську орфографію. Його проєкт зазнав невдачі, втім нові пропозиції латинки для української мови, запропоновані у XX та XXI століттях, ґрунтуються переважно саме на чеському та похідному від нього хорватському правописах. Крім того, на Закарпатті на межі XIX—XX ст. для українського книгодрукування використовували також угорський правопис.
Нижче подано перший куплет гімну України основними версіями української латинки та офіційною транслітерацією.
| Кирилиця | Проєкт Лозинського (на основі польського правопису) | Проєкт Їречка (на основі чеського правопису) | Проєкт на основі гаєвиці (хорватського правопису) | Офіційна паспортна транслітерація |
| --- | --- | --- | --- | --- |
| Ще не вмерла України ні слава, ні воля. Ще нам, браття молодії, усміхнеться доля. Згинуть наші воріженьки, як роса на сонці, Запануєм і ми, браття, у своїй сторонці. Душу й тіло ми положим за нашу свободу І покажем, що ми, браття, козацького роду! | Szcze ne wmerła Ukrainy ni sława, ni wola. Szcze nam, brattia molodii, usmichneťsia dola. Zhynuť naszi woriżeńky, jak rosa na sonci, Zapanujem i my, brattia, u swoij storonci. Duszu j tiło my położym za naszu swobodu, I pokażem, szczo my, brattia, kozaćkoho rodu. | Šče ne vmerla Ukrajiny ni slava, ni voľa. Šče nam, bratťa molodiji, usmichnet sě doľa. Zhynut naši vorüžeńky, jak rosa na sonci, Zapanujem i my, bratťa, u svojij storonci. Dušu j tilo my položym za našu svobodu, I pokažem, ščo my, bratťa, kozaćkoho rodu. | Šče ne vmerla Ukrajiny ni slava, ni volja. Šče nam, brattja molodiji, usmixnetjsja dolja. Zhynutj naši voriženjky, jak rosa na sonci, Zapanujem i my, brattja, u svojij storonci. Dušu j tilo my položym za našu svobodu, I pokažem, ščo my, brattja, kozacjkoho rodu. | Shche ne vmerla Ukrainy, ni slava, ni volia. Shche nam, brattia molodii, usmikhnetsia dolia. Zghynut nashi vorizhenky, yak rosa na sontsi, Zapanuiem i my, brattia, u svoii storontsi. Dushu y tilo my polozhym za nashu svobodu I pokazhem, shcho my, brattia, kozatskoho rodu. |

## Формування абетки та правопису

### Огляд

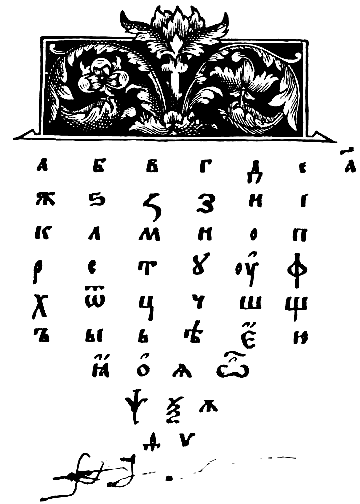
Перша сторінка «Букваря» Івана Федорова, надрукованого у Львові 1574 року.

Українська абетка сформувалася на основі кирилиці, що поширилась у Київській Русі з прийняттям християнства й упродовж X—XVII ст. змінювалась у зв'язку з потребою пристосувати її до звукового складу народного мовлення. Збереглися писані старослов'янською мовою (староцерковнослов'янська мова) давньоукраїнської (руської) редакції пам'ятки, датовані XI ст. Однак писемність існувала на території Русі й значно раніше (наприклад, у Паннонському житії Кирила Філософа згадані Євангеліє та Псалтир, писані чертами й резами). Релігійна література писалася глаголичним та кириличним письмом, лише з часом, під впливом грецької писемної культури та завдяки посередництву й зусиллям Болгарії, офіційно закріпилася кирилиця. За часів Київської Русі застосовувались паралельно дві абетки: кирилиця й глаголиця. Є гіпотеза, що задовго до запровадження кириличного письма формувалася власна руська писемність на основі грецької абетки. Про це свідчить виявлена Сергієм Висоцьким серед графіті Софійського собору в Києві абетка з 27 власне грецьких літер, що серед них кілька було слов'янських.
Давня українська абетка успадкувала всі літери стародавньої кирилиці, але у зв'язку з розвитком фонетичної системи української мови (занепад зредукованих і зумовлені цим фонетичні процеси, перехід ѣ в і тощо) зростала невідповідність між традиційно вживаними літерами й новоутвореними звуками, що в староукраїнській писемності спричинювалося до змішування літер на письмі (и ~ і ~ ы; ѣ ~ е ~ и ~ і, ъ ~ ь тощо) й руйнування правописних традицій.
Цей неусталений правопис протягом XIII — поч. XVIII ст. стихійно змінювався в напрямі його узгодження зі звуковою системою та граматичною будовою української мови, хоч за відсутності декретованого регулювання графіки та єдиних правописних норм цього досягти не вдалося. На розвиток української писемності та впорядкування української абетки мала вплив російська реформа письма 1708—1710 років, за якою з алфавіту усунуто як непотрібні літери ω («от», омега), ψ («псі»), ξ («ксі»), ѕ («зело»), v («іжиця»), остаточно вилучено Ѫ («юс великий») і Ѧ («юс малий»), впроваджено літеру Е замість ıє, узаконено спорадично вживану раніше літеру я замість ıа, ıа тощо. Проте в алфавіті ще залишалися літери ѳ («фіта»), ѣ («ять»). Спрощено також друкований шрифт, що дістав назву «гражданська азбука» (гражданський шрифт). У XVIII ст. цей шрифт поширився в Східній Україні, де його пристосовували до звукового складу української літературної мови.
Протягом XIX ст. запропоновано вжиток нових літер, що збереглися й в сучасній українській абетці:
- і (О. Павловський, 1818) є (правопис «Русалки Днѣстрової», 1837)
- ї (правопис Пд.-Зх. відділення Російського географічного товариства, 1873).

У 2-й половині XIX ст. з гражданської абетки в Україні випали літери ы, ь, е, ъ; за різними звуками закріпилися літери и, і.
У Західній частині Україні гражданську абетку вперше застосувала «Руська трійця» в збірці «Русалка Днѣстровая»; з 1870-х pp. нею стали послуговуватись «москвофіли» та ін. 1895 року «Руський правопис», виданий галицькою Шкільною крайовою радою для вжитку в шкільному навчанні, офіційно закріпив гражданський шрифт і фонетичний правопис у Галичині.
У 1876 р. російський імператор Олександр II ухвалив акт, згідно з яким українська графіка опинилася під забороною. Українські тексти, навіть дозволені урядовою цензурою, потрібно було друкувати, використовуючи російську абетку. Після скасування цієї заборони в 1907—1909 рр. вийшов друком знаменитий словник української мови за редакцією Бориса Грінченка, у якому застосовано принцип фонетичного українського правопису. На Наддніпрянщині українська абетка й графіка сформувалися в їхньому сучасному вигляді після 1905, що засвідчив «Словарь української мови» за ред. Б. Грінченка.
Згідно з правописом 1933 вилучено літеру ґ, відновлену в третьому виданні «Українського правопису» (1990).
До 1993 р. буква ь (м'який знак) стояла останньою в алфавіті, тепер її переставлено на третє місце від кінця. Розташування букв в алфавіті традиційне, ніякої закономірності в ньому немає. Тому його треба запам'ятати механічно.

### Українсько-руський період X—XVIIст.
До останньої чверті XIV ст. був поширений давньоукраїнський правопис. Кирилична абетка загалом відповідала звуковому складу давньоукраїнської мови. Наприклад, правопис послідовно передавав м'якість та твердість звуків — після твердих голосних завжди писали а, о, ы, оу, ъ, після м'яких голосних писали ѧ, є, и, ю, ь. Літери ж, ч, ш, ц передавали м'які приголосні.
З XII ст. правопис зазнає змін: занепадають ъ та ь, виникає подвійне написання (чьто та что), замість цих літер вживаються о, е (хочьть і хочеть), губні й шиплячі починають втрачати м'якість (нове написання въсѣмъ замість вьсѣмь).
У XV—XVII ст. правопис письмових текстів змінюється відповідно до правил, розроблених у болгарському місті Тирнові книжниками під керівництвом патріарха Євтимія (другий південнослов'янський орфографічний вплив): у текстах насамперед конфесійного стилю з'являються форми твоа, всеа, ставляться знаки наголосу на початку та в кінці слова. Правила тирновської школи відображені в орфографії, яку нормалізував у праці «Грамматіка словєнска» Л. Зизаній у 1596 р.

### Правопис Смотрицького (XVII—XVIIIст.)
Нижче подано зміни в українському правописі від «Ґрамма́тіки Славе́нския пра́вилное Сv́нтаґма» Мелетія Смотрицького у 1619 р., коли до абетки було офіційно введено літеру ґ, диграфи дж та дз, а також й, правопису «Граматики малоросійського наріччя» Олексія Павловського 1818 р., коли на позначення звуку [i] стала вживатися виключно літера і, правопису часопису «Русалка Днѣстровая» 1837 р., коли вперше було використано літеру є у її сучасному значенні, а також вперше впроваджено диграфи йо, ьо, кулішівки 1856 р., коли вперше подовжені приголосні почали позначатися двома літерами (весіллє — зараз «весілля»), змін до кулішівки П. Житецького та К. Михальчука у «Записках Південно-Західного відділення Російського географічного товариства» у 1874—1875 рр., коли літера ї почала вживатися у її сьогоднішньому значенні, желехівки 1886 р. з остаточним усталенням вживання літер е, є, и та апострофу у їхньому сьогоднішньому значенні, до правопису Б. Грінченка (грінченківки) у «Словарі української мови» за 1907—1909 рр., що є основою сучасної орфографії.
Від початку XVIII ст. у більшості українських орфографічних систем використовується «гражданський шрифт» (спрощене написання літер кирилиці), лише Микола Гатцук у 1860 р. пропонував використовувати «допетрівську» кирилицю.
У «Граматиці» М. Смотрицького 1619 р. було унормовано правопис церковнослов'янської мови в українській редакції, зокрема впроваджено літеру ґ.
У правописі кінця XIV — початку XVIII ст. з'явилися такі норми написання:
- після шиплячих та губних приголосних писали як ь (традиційно), так і ъ (пишешь і пишешъ),
- оскільки звуки [ы] та [i] збіглися в одному звукові [и], в тих самих словах писали обидві літери (другий і другый),
- у зв'язку з чергуванням [у] та [ў] те саме слово писали і з в, і з у (урядъ, врядъ),
- спрощення у групах приголосних могли передавати і не передавати (за традицією) на письмі (чесний, честний),
- для позначення звуків [dʒ] та [dz] почали вживати літеросполучення дж, дз,
- почала вживатися літера й.

У 1708 р. було змінено накреслення літер і впроваджено спрощене кириличне письмо — «гражданку».

### Новоукраїнський період (з XIXст.)

#### Правописні пошуки
Від часу написання «Енеїди» І. Котляревського у 1798 р. до 1905 р. було запропоновано до 50-ти різних орфографічних систем. Найпопулярнішими серед них були правописи Івана Котляревського, Олексія Павловського, Михайла Максимовича, «Русалки Днѣстрової», слобожанський, Тараса Шевченка, Пантелеймона Кулішіа, Михайла Драгоманова та Євгена Желехівського.

##### Правопис Котляревського
Правопис Івана Котляревського мав такі особливості:
- Звук [и] позначався літерами и, і, ы: великій, сынъ.
- Звук [i] передавався літерами ѣ, и, і: лѣто, жинка, твій.
- Звук [e] позначався літерою э на початку слова і після голосних, літерами е, и після приголосних: эол, поэт, теперъ, минѣ [мені].
- Сучасні буквосполучення йо та ьо позначалися іо: іому, тріома.
- Сучасна літера є позначалася як е: мое, сыне.
- Сучасна літера ї позначалася найчастіше як ѣ, рідше як и чи е: ѣжакъ, ии [її].
- У кінці слів після приголосної завжди писався ъ: бувъ.
- Замість сучасного апострофа вживалися літери ъ та ь: зъѣвъ [з'їв], напьявсь.
- Паралельно використовувалися префікси роз- та рос-, прийменники зъ та съ: зъ неи, съ кварты.
- Довгі м'які приголосні в іменниках середнього роду не передавалися: волосья [волосся].
- Етимологічне [т'с'а] передавалося як -тся, -ться або -тця: дадуться, остатця.
- Сполучення чці передавалося як -ццѣ: боляццѣ [боляцці].

##### Правопис Павловського
У 1818 р. вийшла друком «Граматика малоросійського наріччя» Олексія Павловського. У ній вперше було запропоновано:
- передавати звук [i], що походив з давніх [о], [е], [ѣ], лише літерою і : гомінъ,
- передавати дзвінкі африкати [dʒ] та [dz] літеросполученнями дж, дз.

Такі правила не залишилися в сучасній орфографії:
- позначення літерою ѣ сучасної літери є: маѣшъ,
- позначення сучасного буквосполучення йо як іо: у іого,
- проривний [ґ] позначався як кг: кгрунтъ,
- етимологічне [шс'я] позначалося як -сься: засміѣсься [засмієшся],
- передача йотованого [о] як іо: у іого,
- етимологічне [чц'і] позначалося як -цьці: печуроцьці,
- етимологічне [т'с'а] передавалося як -цьця: быцьця,
- у кінці слів після приголосної ставився знак твердості: Чмыръ,
- звук [и] передавався літерами ы, и, е: підняты, називаю, шепшина,
- звук [е] передавався літерами ы, е: чырвоный, очеретъ,
- паралельно вживалися прийменники зъ та съ: зъ воломъ, съ конемъ.

##### Правопис Максимовича
У 1827 р. (у передмові до збірки «Малоросійські пісні») та у 1841 р. в листі до Г. Квітки-Основ'яненка «Про правопис малоросійської мови» Михайло Максимович обґрунтував нові правила правопису. Ці правила були розвитком правопису І. Котляревського та особливо популярними стали в Галичині, Буковині (до 1895 р.) та на Закарпатті (до 1945 р.).
Основні правила максимовичівки:
- Звук [и] передавався літерами ы, и, літера ы писалася за традицією: мы ходили, сынъ, сила.
- Звук [е] після твердих приголосних позначався літерою є, а йотований [е] — літерою е: жєньци, збирае.
- Літера ѣ позначала звук [і]: снѣгъ, бѣдный.
- У кінці складу вживалася літера ў: ходиў.
- Сучасні йо, ьо передавалися літерою ё: ёго, сёго.
- Залежно від етимології звук [і] передавався літерами ô, ê, û, ѣ: нôсъ [ніс], пêчъ [піч], добрû [добрі], снѣvъ [снів].

Русинська мова на Пряшівщині (кодифікований лемківський говір української мови) використовує злегка модифіковану максимовичівку.

##### Правопис Шашкевича («Русалка Дністрова»)
Наступним кроком у розвитку української орфографії став правопис Маркіяна Шашкевича, використаний у часописі «Русалка Днѣстровая» від 1837 року:
- Літери ы та ъ було вилучено.
- Звук [е] передавався як и та е: почали, лебонь.
- Звук [і], що походив від [о] і [е] позначали як і, якщо він походив від ѣ — позначали як ѣ: рідна, недѣля.
- Сучасна літера ї позначалася літерою ѣ: кроѣла.
- Сучасна є передавалася саме є: почуєш.
- Уперше введено буквосполучення йо, ьо: його, сьогодні.
- У кінці складу вживалася літера ў: порубаў.
- Звук [g] позначався літерою г: грунт.
- Звук [dʒ] передавався літерою џ: розраџає.
- Роздільна вимова твердого приголосного з йотованим на письмі не позначалася: бю [б'ю].
- Найчастіше етимологічне [т'с'а] передавалося як -т-ся: бют-ся [б'ються].
- Етимологічне [чц'і] позначалося як -чцѣ: дочцѣ.
- Етимологічне [шс'я] позначалося як -ся і -шся: вибераєся [вибираєшся], напєшся [нап'єшся].
- Подовжена вимова не передавалася: зѣля [зілля].

##### Правопис Шевченка

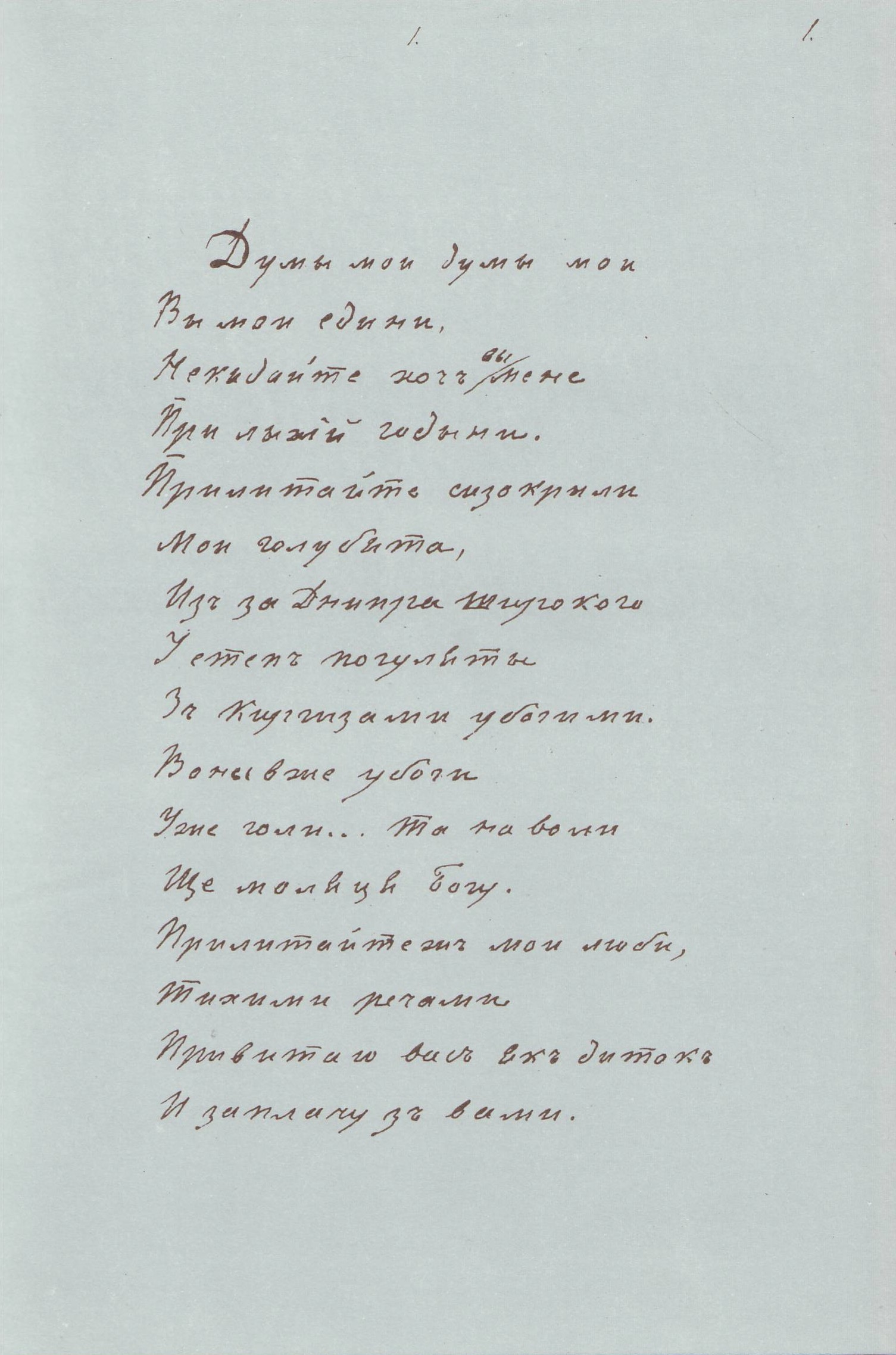
Приклад Шевченкового правопису — вірш «Думи мої, думи мої, Ви мої єдині…»:
Думы мои, думы мои,
Вы мои едини,
Некидайте хочъ вы мене
Пры лыхій годыни.

У середині XIX ст. певний час використовувалися слобожанський правопис та правопис Тараса Шевченка, а з 1856 р. правопис, розроблений П. Кулішем — кулішівку.
Правопис Т. Г. Шевченка, використаний, зокрема у «Букварі южнорусськім» (1861 року):
- Звук [и] передавався літерами и, ы, е: думы, тыхенько, вешневий, прехилыся.
- Звук [е] позначався літерами е, и, ы: тиче, ныначе.
- Звук [і] незалежно від походження передавався літерою и, а перед голосними — літерою і: идучи, патріот.
- Йотований [і] позначався літерами и та і: ихъ, моій.
- Йотований [е] позначався як е: твое.
- Сучасне літеросполучення м'який приголосний + є позначалося приголосним + ѣ: синѣ (зараз синє).
- На місці йо та ьо вживалися ё та ё або йо: ёго, слёзы, слйози.
- Звук [ґ] позначався літерою г: дзигари (зараз дзиґарі).
- Етимологічні звукосполучення [т'с'а], [чц'і] та [шс'а] позначалися як -ця, -тця, -тся; -ці, -цці; -ся, -сся: дивиця, дивитця, радуются; вкупоці, колисоцці; умыеся, подинесся.

##### Правопис Куліша
Кулішівка — правопис, запропонований Пантелеймоном Кулішем у 1856 р. (використовувався, зокрема, у «Записках про Південну Русь» (рос. «Записки о Южной Руси»), «Граматці» та журналі «Основа»):
- Звук [і] та йотований [і] позначалися літерою і: стілъ, попіл, моіх.
- Звук [е] позначався е та и, йотований [е] — літерою е: друже, пиромъ (зараз перо́м), попивае.
- Літера є вживалася лише в іменниках середнього роду: щастє (зараз щастя).
- Йотований [о] позначався ё: ёго, лёнъ (зараз льон).
- Звук [и] позначався и, е: вимие, задзвонемо.
- Літери ъ та ь виконували функцію апострофа: семьі, разъединила.
- ъ писався в кінці слова після приголосних: безъ пана.
- [ґ] передавався латинською літерою g: дзиgа.
- Етимологічні звукосполучення [т'с'а] та [шс'а] позначалися як -тьця, -тця, -шся, -сся: вертаютьця, одібъешся.

З ініціативи філологів П. Житецького та мовознавця К. Михальчука до кулішівки внесено такі зміни:
- У кінці слів не вживати літеру ъ.
- Йотований [е] позначати є: має.
- Йотований [о] позначати ё, м'якість приголосного перед [о] — ьо: ёго, трьох.
- Проривний [ґ] позначати як кг: кгрунт.
- Йотований [і] позначати як ї: їсти.

Кулішівка вживалася до видання «Словаря української мови» Б. Грінченка. На Західній Україні вона стала основою желехівки.

##### Правопис Драгоманова
Під впливом сербської орфографічної системи Михайло Драгоманов запропонував свій правопис — драгоманівку або герцеговинку:
- Були відсутні літери я, ю, є, ї, й, щ, їх заміняли літеросполучення ja, jy, je, ji, j, шч.
- М'якість попереднього приголосного передавалася через ьа, ьу, ье, ьі: синьа, сльоза, синьу.

##### Правопис Желехівського
У 1886 р. було запропоновано нову правописну систему, що широко використовувалася в Західній Україні до 1922 р. — желехівку. Її було використано, зокрема, у «Малоруско-німецькому словарі» Євгена Желехівського і С. Недільського:
- Літери ѣ, ъ, ы не вживалися.
- Літери и, е, йо, ьо, є, ї, ґ вживалися як у сучаснім українськім правописі.
- Звук [і] позначався і, а перед з, с, д, т, н, л, ц, якщо етимологічно він походив від [е] та [ѣ] — як ї: подїл, принїс, лїс.
- Довгі приголосні в іменниках середнього роду не позначалися: зїлє (зараз зілля).
- В іншомовних словах фіксувався м'який л: кляса, блюза.
- Частка -ся та закінчення дієслів -му, -меш, -ме писалися окремо: ся дивлю, робити ме.
- Етимологічні звукосполучення [т'с'а] та [тч] позначалися як -тця, -цця, -ч-: зоветця, робицця, квічали.
- До орфографії вперше введено апостроф.
- Слова світ, свято писалися з ь: сьвіт, сьвято.

Желехівку офіційно затвердив австрійський уряд для навчання в школах.

#### Уніфікація правопису
Основою сучасної системи правопису стала орфографія, застосована у 1907—1909 рр. Борисом Грінченком при створенні «Словаря української мови»:
- Систематично почав вживатися апостроф після губних приголосних перед є, ї, ю, я.
- Після м'яких приголосних використовували лише і, а не ї.
- У великій групі слів писали початкову и: идол, ижиця, индик, иржа.

Після виходу «Словаря» Грінченка українська абетка не зазнавала змін (крім тимчасового вилучення букви Ґ радянською владою).
На основі правопису Грінченка уряд УНР ухвалив «Головніші правила українського правопису» (1919), які згодом у 1921 році затвердив також народний комісаріат освіти УСРР. 1927 року правописна конференція в Харкові узгодила правопис, який враховував наддніпрянську та наддністрянську правописні традиції. Невдовзі радянська влада репресувала більшість учасників конференції і прийняла інший правопис, наближений до російської мови. Частину правил правопису 1929 року було повернено у 1990 та 2019 роках.

### Порівняльна таблиця кириличних правописів
| Звук та відповідна літера сучасної абетки                 | «Ґрамма́тіки Славе́нския пра́вилное Сv́нтаґма» М. Смотрицького, 1619 р.        | Правопис І. Котляревського | «Граматика малоросійського наріччя» О. Павловського, 1818 р.             | Максимовичівка, 1827 р. | Правопис часопису «Русалка Днѣстровая», 1837 р.                                                                     | Абетка М. Гатцука, 1860 р.                                                                               | Правопис Т. Шевченка, зокрема у «Букварі южнорусськім», 1861 р.                    | Кулішівка, 1856 р.                                      | Зміни до кулішівки П. Житецького та К. Михальчука, «Записки Південно-Західного відділення Російського географічного товариства», 1874—1875 р.р. | Ярижка, 1876—1905 р.р.              | Драгоманівка (герцеговинка), кін. XIX ст.           | Желехівка (правопис «Малоруско-нїмецкого словаря» Є. Желехівського і С. Недільського, 1886 р.)                             | Орфографія Б. Грінченка (грінченківка) у «Словарі української мови», 1907—1909 р.р.        |
| --------------------------------------------------------- | -------------------------------------------------------------------------- | --- | ------------------------------------------------------------------------ | --- | --- | --- | ---------------------------------------------------------------------------------- | ------------------------------------------------------- | --- | ----------------------------------- | --------------------------------------------------- | --- | ------------------------------------------------------------------------------------------ |
| [ɑ] — а                                                   |                                                                            | |                                                                          | | | |                                                                                    |                                                         | |                                     |                                                     | |                                                                                            |
| [b] — б                                                   |                                                                            | |                                                                          | | | |                                                                                    |                                                         | |                                     |                                                     | |                                                                                            |
| [w] — в                                                   |                                                                            | |                                                                          | | | літера у҄ : у҄сю ручку (всю ручку)                                                                         |                                                                                    |                                                         | |                                     |                                                     | |                                                                                            |
| [ɦ] — г                                                   |                                                                            | |                                                                          | | | |                                                                                    |                                                         | |                                     |                                                     | |                                                                                            |
| [ɡ] — ґ                                                   | літера ґ: фѣґура (фігура)                                                  | | диграф кг: кгрунтъ (ґрунт)                                               | | літера г: грунт (ґрунт)                                                                                             | літера г                                                                                                 | літера г: дзигари (дзиґарі)                                                        | літера g: дзиgа (дзиґа)                                 | диграф кг: кгрунт (ґрунт) |                                     | літера г: грунт (ґрунт)                             | літера ґ | літера ґ                                                                                   |
| [d] — д                                                   |                                                                            | |                                                                          | | | |                                                                                    |                                                         | |                                     |                                                     | |                                                                                            |
| [dʲ] — дь                                                 |                                                                            | |                                                                          | | | літера з титлом д҄                                                                                        |                                                                                    |                                                         | |                                     |                                                     | |                                                                                            |
| [ɟː] — пом'якшена дд                                      |                                                                            | |                                                                          | | | |                                                                                    |                                                         | |                                     | завжди ддь                                          | одна літера д |                                                                                            |
| [d͡ʒ] — дж                                                 | диграф дж                                                                  | | диграф дж                                                                | | літера џ : розраџає (розраджає)                                                                                     | |                                                                                    |                                                         | |                                     |                                                     | |                                                                                            |
| [d͡z] — дз                                                 | диграф дз                                                                  | | диграф дз                                                                | | | |                                                                                    |                                                         | |                                     | у деяких варіантах драгомангівки — літера s         | |                                                                                            |
| [d͡zʲ] — дзь                                               |                                                                            | |                                                                          | | | |                                                                                    |                                                         | |                                     |                                                     | |                                                                                            |
| [ɛ] — е                                                   |                                                                            | літера э на початку слова / після голосних, літери е / и після приголосних: эолъ (еол), поэтъ (поет), теперъ (тепер), минѣ (мені) | літери ы / е: чырвоный (червоний), очеретъ (очерет)                      | літера є, на початку слова іноді э: жєньци (женці) | літери и / е: почали (почали), лебонь (либонь)                                                                      | літера є: вєчир (вечір)                                                                                  | літери е, и, ы: тиче (тече), ныначе (неначе)                                       | літери е / и: друже (друже), пиромъ (перо́м)             | | літера е: не чуе (не чує)           |                                                     | як у сучасному правописі                                                                                                   |                                                                                            |
| [jɛ] — є                                                  |                                                                            | літера е: мое (моє) | літера ѣ : маѣшъ (маєш)                                                  | літера е: збирае (збирає) | вперше літера є: почуєш                                                                                             | літера є́ : має́ (має)                                                                                     | після голосних — літера е, після м'яких приголосних — ѣ : твое (твоє), синѣ (синє) | літера е: попивае (попиває)                             | літера є: має | літера е: не чуе (не чує)           | диграфи je / ье: сподіваjетцьа (сподівається)       | як у сучасному правописі                                                                                                   |                                                                                            |
| [ʒ] — ж                                                   |                                                                            | |                                                                          | | | |                                                                                    |                                                         | |                                     |                                                     | |                                                                                            |
| [ʒʲː] — пом'якшена жж                                     |                                                                            | |                                                                          | | | |                                                                                    |                                                         | |                                     | завжди жжь                                          | одна літера ж |                                                                                            |
| [z] — з                                                   |                                                                            | паралельно префікси роз- / рос-, прийменники зъ / съ: зъ неи (з неї), съ кварты (з кварти)                                        | паралельно прийменники зъ / съ: зъ воломъ (з волом), съ конемъ (з конем) | | | |                                                                                    |                                                         | |                                     |                                                     | |                                                                                            |
| [zʲ] — зь                                                 |                                                                            | |                                                                          | | | літера з титлом з҄                                                                                        |                                                                                    |                                                         | |                                     |                                                     | |                                                                                            |
| [zʲː] — пом'якшена зз                                     |                                                                            | |                                                                          | | | |                                                                                    |                                                         | |                                     | завжди ззь                                          | одна літера з |                                                                                            |
| [ɪ] — и                                                   | чергування и / ы: другий / другый (другий)                                 | літери и, і, ы: великій (великий), сынъ (син)                                                                                     | літери ы, и, е: підняты (підняти), називаю (називаю), шепшина (шипшина)  | літери ы / и (літера ы — за традицією): мы ходили (ми ходили), сынъ (син), сила (сила) | | | літери и, ы, е: думы (думи), тыхенько (тихенько), вешневий (вишневий)              | літери и / е: вимие (вимиє), задзвонемо (задзвонимо)    | | літера ы, після шиплячих — ы, и, і  |                                                     | як у сучасному правописі                                                                                                   | у великій групі слів — початкова и: идол (ідол), ижиця (іжиця), индик (індик), иржа (іржа) |
| [ɪ] — ы                                                   |                                                                            | |                                                                          | | вперше вилучено | |                                                                                    |                                                         | |                                     |                                                     | вилучено |                                                                                            |
| [i] — і                                                   | етимологічне ѣ : фѣґура (фігура)                                           | літери ѣ, и, і : лѣто (літо), жинка (жінка), твій (твій)                                                                          | лише літера і: гомінъ (гомін)                                            | залежно від етимології літери ô, ê, û, ѣ : нôсъ (ніс), пêчъ (піч), добрû (добрі), снѣvъ (снів), у закінченні прикметників твердої групи у називному відмінку множини на позначення [i] вживаються ы / ыи: прекрасны (прекрасні), добрыи (добрії) | якщо походив від [о] і [е] — позначався як і, якщо походив від ѣ — позначався як ѣ : рідна (рідна), недѣля (неділя) | | літера и, перед голосними — літера і: идучи (ідучи), патріот (патріот)             | завжди і: стілъ (стіл), попіл (попіл), моіх (моїх)      | | літери и / і (перед голосними та й) |                                                     | літера і, перед з, с, д, т, н, л, ц, якщо етимологічно походив від [е] / [ѣ] — літера ї: поділ, принїс (приніс), лїс (ліс) | після м'яких приголосних — лише і, а не ї                                                  |
| [ji] — ї                                                  |                                                                            | найчастіше як ѣ, рідше як и / е : ѣжакъ (їжак), ии (її)                                                                           |                                                                          | | літера ѣ : кроѣла (кроїла)                                                                                          | літера í : церкоу҄ноí (церковної)                                                                         | літери и / і: ихъ (їх), моій (моїй)                                                | літера і: Вкраіна (Вкраїна), моіх (моїх), тихоі (тихої) | літера ї: їсти | літера і                            | диграф ji: Украjіна (Україна)                       | як у сучасному правописі                                                                                                   |                                                                                            |
| [j] — й                                                   | введено й                                                                  | |                                                                          | | | літери ȕ, ȁ, ȉ, ȅ (також для у, ю, ѧ) для сучасних уй, ай, ій, ей, уй, юй, яй: першȕ (перший), тȁ (та й) |                                                                                    |                                                         | |                                     | літера j: свьатиј (святий)                          | |                                                                                            |
| [jɔ] — йо / ьо                                            |                                                                            | диграфя іо: іому (йому), тріома (трьома)                                                                                          | диграфя іо: у іого (у нього)                                             | літера ё: ёго (його), сёго (сього / цього) | вперше диграфи йо, ьо: його, сьогодні                                                                               | літера ô : важко ôму (важко йому)                                                                        | літера ё або диграф йо: ёго (його), слёзы / слйози (сльози)                        | літера ё: ёго (його), лёнъ (льон)                       | літера ё, м'якість приголосного перед [о] — ьо: ёго (його), трьох                                                                               | диграф іо: сліозы (сльози)          | диграфи jo / ьо: сльоза                             | як у сучасному правописі                                                                                                   |                                                                                            |
| [k] — к                                                   |                                                                            | |                                                                          | | | |                                                                                    |                                                         | |                                     |                                                     | |                                                                                            |
| [l] — л                                                   |                                                                            | |                                                                          | | | |                                                                                    |                                                         | |                                     |                                                     | в іншомовних словах — м'який л: кляса (клас), блюза (блуза)                                                                |                                                                                            |
| [lʲ] — ль                                                 |                                                                            | |                                                                          | | | літера з титлом л҄                                                                                        |                                                                                    |                                                         | |                                     |                                                     | |                                                                                            |
| [ʎː] — пом'якшена лл                                      |                                                                            | |                                                                          | подовжена вимова на письмі не передавалася: бездѣлье (безділля, неробство) | подовжена вимова на письмі не передавалася: зѣля (зілля)                                                            | |                                                                                    | подвійне л: весіллє (весілля)                           | |                                     | завжди лль                                          | одна л: зїлє (зілля) |                                                                                            |
| [m] — м                                                   |                                                                            | |                                                                          | | | |                                                                                    |                                                         | |                                     |                                                     | |                                                                                            |
| [n] — н                                                   |                                                                            | |                                                                          | | | |                                                                                    |                                                         | |                                     |                                                     | |                                                                                            |
| [nʲ] — нь                                                 |                                                                            | |                                                                          | | | літера з титлом н҄                                                                                        |                                                                                    |                                                         | |                                     |                                                     | |                                                                                            |
| [ɲː] — пом'якшена нн                                      |                                                                            | |                                                                          | | | |                                                                                    |                                                         | |                                     | завжди ннь                                          | одна літера н: знанє (знання)                                                                                              |                                                                                            |
| [ɔ] — о                                                   |                                                                            | |                                                                          | | | |                                                                                    |                                                         | |                                     |                                                     | |                                                                                            |
| [p] — п                                                   |                                                                            | |                                                                          | | | |                                                                                    |                                                         | |                                     |                                                     | |                                                                                            |
| [r] — р                                                   |                                                                            | |                                                                          | | | |                                                                                    |                                                         | |                                     |                                                     | |                                                                                            |
| [rʲ] — рь                                                 |                                                                            | |                                                                          | | | літера з титлом р҄                                                                                        |                                                                                    |                                                         | |                                     |                                                     | |                                                                                            |
| [s] — с                                                   |                                                                            | |                                                                          | | | |                                                                                    |                                                         | |                                     |                                                     | |                                                                                            |
| [sʲ] — сь                                                 |                                                                            | |                                                                          | | | літера з титлом с҄                                                                                        |                                                                                    |                                                         | |                                     |                                                     | |                                                                                            |
| [sʲː] — пом'якшена сс                                     |                                                                            | літеросполучення сь + йотована голосна: волосья (волосся)                                                                         |                                                                          | | | |                                                                                    |                                                         | |                                     | завжди ссь                                          | одна літера с |                                                                                            |
| [t] — т                                                   |                                                                            | |                                                                          | | | |                                                                                    |                                                         | |                                     |                                                     | |                                                                                            |
| [tʲ] — ть                                                 |                                                                            | |                                                                          | | | літера з титлом т҄                                                                                        |                                                                                    |                                                         | |                                     |                                                     | |                                                                                            |
| [cː] — пом'якшена тт                                      |                                                                            | |                                                                          | | | |                                                                                    |                                                         | |                                     | завжди тть: завзяттьа (завзяття)                    | одна літера т: житє (життя)                                                                                                |                                                                                            |
| [u] — у                                                   |                                                                            | |                                                                          | | | |                                                                                    |                                                         | |                                     |                                                     | |                                                                                            |
| [u̯] — в / у                                               | чергування у / в: урядъ / врядъ (вряд)                                     | |                                                                          | в кінці складу літера ў : ходиў (ходив), іноді дієслова в формі чоловічого роду однини минулого часу зберігали на письмі давнє закінчення -лъ: ходилъ, читалъ                                                                                    | літера ў : порубаў (порубав)                                                                                        | |                                                                                    |                                                         | |                                     |                                                     | |                                                                                            |
| [f] — ф                                                   |                                                                            | |                                                                          | | | |                                                                                    |                                                         | |                                     |                                                     | |                                                                                            |
| [x] — х                                                   |                                                                            | |                                                                          | | | |                                                                                    |                                                         | |                                     |                                                     | |                                                                                            |
| [t͡s] — ц                                                  |                                                                            | |                                                                          | | | |                                                                                    |                                                         | |                                     |                                                     | |                                                                                            |
| [t͡sʲː] — пом'якшена цц                                    |                                                                            | |                                                                          | | | |                                                                                    |                                                         | |                                     | завжди цць                                          | одна літера ц |                                                                                            |
| [t͡sʲ] — ць                                                |                                                                            | |                                                                          | | | літера з титлом ц҄                                                                                        |                                                                                    |                                                         | |                                     |                                                     | |                                                                                            |
| [t͡ʃ] — ч                                                  |                                                                            | |                                                                          | | | |                                                                                    |                                                         | |                                     |                                                     | |                                                                                            |
| [t͡ʃʲː] — пом'якшена чч                                    |                                                                            | |                                                                          | | | |                                                                                    |                                                         | |                                     | завжди ччь                                          | одна літера ч |                                                                                            |
| [ʃ] — ш                                                   |                                                                            | |                                                                          | | | |                                                                                    |                                                         | |                                     |                                                     | |                                                                                            |
| [ʃʲː] — пом'якшена шш                                     |                                                                            | |                                                                          | | | |                                                                                    |                                                         | |                                     | завжди шшь                                          | одна літера ш |                                                                                            |
| [ʃt͡ʃ] — щ                                                 |                                                                            | |                                                                          | диграф сч: счобъ (щоб) | | |                                                                                    |                                                         | |                                     | диграф шч: шчука (щука)                             | |                                                                                            |
| ь у більшості позицій                                     |                                                                            | |                                                                          | | | ҄ титло: тїл҄ки (тільки)                                                                                   |                                                                                    |                                                         | |                                     |                                                     | |                                                                                            |
| ь після кінцевої шиплячої та губної приголосної — тепер Ø | чергування ь / ъ: пишешь / пишешъ (пишеш)                                  | |                                                                          | | | |                                                                                    |                                                         | |                                     |                                                     | |                                                                                            |
| ь у словах світ, свято                                    |                                                                            | |                                                                          | | | |                                                                                    |                                                         | |                                     |                                                     | з літерою ь: сьвіт (світ), сьвято (свято)                                                                                  |                                                                                            |
| [ju] — ю                                                  |                                                                            | |                                                                          | | | |                                                                                    |                                                         | |                                     | диграфи jy / ьу: в ріднім краjу (в ріднім краю)     | |                                                                                            |
| [jɑ] — я                                                  |                                                                            | |                                                                          | | | літера ѧ                                                                                                 |                                                                                    | літера є в іменниках середнього роду: щастє (щастя)     | |                                     | диграфи ja /ьа : јаблуко (яблуко), свьатиј (святий) | |                                                                                            |
| апостроф                                                  |                                                                            | літери ъ та ь: зъѣвъ (з'їв), напьявсь (нап'явсь)                                                                                  |                                                                          | не вживається: позавязовани (позав'язувані) | на письмі не позначався — бю (б'ю)                                                                                  | ' — м'яка зупинка                                                                                        |                                                                                    | літери ъ / ь: семьі (сім'ї), разъединила (роз'єднала)   | |                                     | літера j: відобjетцьа (відіб'ється)                 | вперше введено | апостроф систематично після губних приголосних перед є, ї, я, ю                            |
| ъ після кінцевого приголосного — зараз Ø                  |                                                                            | завжди ъ: бувъ (був) | завжди ъ: Чмыръ (Чмир)                                                   | завжди ъ: изъ (із) | вилучено | v — важка зупинка                                                                                        | завжди ъ: ихъ (їх)                                                                 | завжди ъ: безъ пана (без пана)                          | вилучено | найчастіше писався                  |                                                     | вилучено |                                                                                            |
| ѣ — тепер здебільшого і                                   |                                                                            | | лише літера і: гомінъ (гомін)                                            | літера ѣ позначала звук [і]: снѣгъ (сніг), бѣдный (бідний) | якщо звук [i] походив від ѣ, літера ѣ зберігалася: недѣля (неділя)                                                  | |                                                                                    |                                                         | | літера ѣ для звуку [i]              |                                                     | вилучено |                                                                                            |
| спрощення у групах приголосних стн — тепер сн             | чергування спрощеної / повної групи приголосних: честний / чесний (чесний) | |                                                                          | | | |                                                                                    |                                                         | |                                     |                                                     | |                                                                                            |
| етимологічне [т'с'а] — тепер -ться                        |                                                                            | -тся, -ться або -тця: дадуться (дадуться), остатця (остаться / залишитися)                                                        | -цьця: быцьця (биться / битися)                                          | | -т-ся: бют-ся (б'ються)                                                                                             | | -ця, -тця, -тся: дивиця / дивитця (дивиться), радуются (радуються)                 | -тьця, -тця: вертаютьця (вертаються)                    | |                                     | ‑тцьа: усміхнетцьа (усміхнеться)                    | -тця, -цця: зоветця (зветься), робицця (робиться)                                                                          |                                                                                            |
| етимологічне звукосполучення [чц'і] — тепер -чці          |                                                                            | -ццѣ : боляццѣ (болячці) | -цьці: печуроцьці (печурочці / печічці)                                  | | -чцѣ : дочцѣ (дочці)                                                                                                | | -ці, -цці: вкупоці (вкупрочці), колисоцці (колисочці)                              |                                                         | |                                     |                                                     | |                                                                                            |
| етимологічне [шс'я] — тепер -шся                          |                                                                            | | -сься: засміѣсься (засмієшся)                                            | | -ся / -шся: вибераєся (вибираєшся), напєшся (нап'єшся)                                                              | | -ся, -сся: умыеся (умиєшся), подинесся (подінешся)                                 | -шся, -сся: одібъешся (одіб'єшся)                       | | -сся: поденесся (подінешся)         |                                                     | |                                                                                            |
| етимологічне [тч] — зараз тч                              |                                                                            | |                                                                          | | | |                                                                                    |                                                         | |                                     |                                                     | -ч- : квічали (квітчали)                                                                                                   |                                                                                            |
| ѥ                                                         |                                                                            | |                                                                          | | | |                                                                                    |                                                         | |                                     |                                                     | |                                                                                            |
| s                                                         |                                                                            | |                                                                          | | | |                                                                                    |                                                         | |                                     |                                                     | |                                                                                            |
| ω — тепер здебільшого о / і                               |                                                                            | |                                                                          | | | |                                                                                    |                                                         | |                                     |                                                     | |                                                                                            |
| ѫ — тепер здебільшого у                                   |                                                                            | |                                                                          | | | |                                                                                    |                                                         | |                                     |                                                     | |                                                                                            |
| ѱ — тепер пс                                              |                                                                            | |                                                                          | | | |                                                                                    |                                                         | |                                     |                                                     | |                                                                                            |
| ѯ — тепер кс                                              |                                                                            | |                                                                          | | | |                                                                                    |                                                         | |                                     |                                                     | |                                                                                            |
| ѵ — тепер здебільшого и                                   |                                                                            | |                                                                          | | | |                                                                                    |                                                         | |                                     |                                                     | |                                                                                            |